# Zygia cognata
Zygia cognata là một loài trong họ Đậu. Nó được tìm thấy ở Belize, Guatemala, và Honduras.

## Tên đồng nghĩa
Tên đồng nghĩa của loài này gồm:
- Feuilleea cognata (Schltdl.) Kuntze
- Inga cognata Schltdl.
- Inga stevensonii Standl.
- Pithecellobium cognatum (Schltdl.) Benth.
- Pithecellobium stevensonii (Standl.) Standl. & Steyerm.
- Pithecolobium cognatum (Schltdl.) Benth. (lapsus)
- Pithecolobium stevensonii (Standl.) Standl. & Steyerm. (lapsus)
- Zygia stevensonii (Standl.) Record